# Racomitrium albipiliferum
Racomitrium albipiliferum är en bladmossart som beskrevs av Gao Chien, Cao Tong in Gao Chien, Zhang Guang-chu och Cao Tong 1981. Racomitrium albipiliferum ingår i släktet raggmossor, och familjen Grimmiaceae. Inga underarter finns listade i Catalogue of Life.